# Refugio naval Conscripto Ortiz

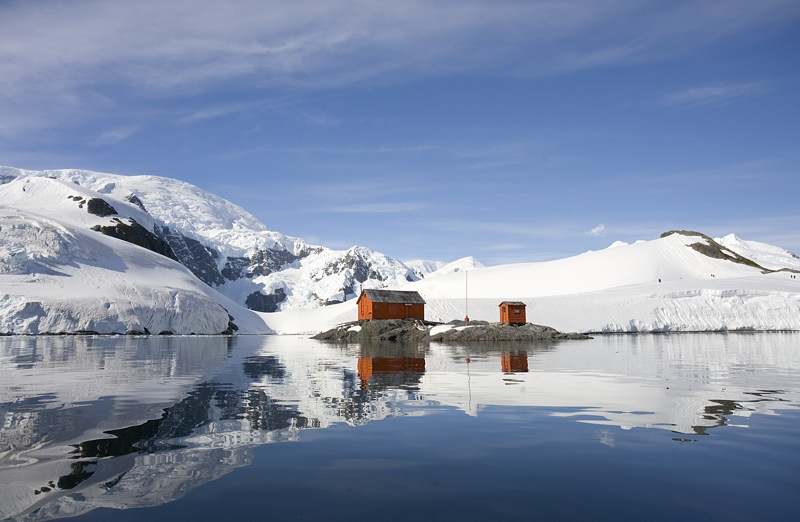
Vista del refugio.

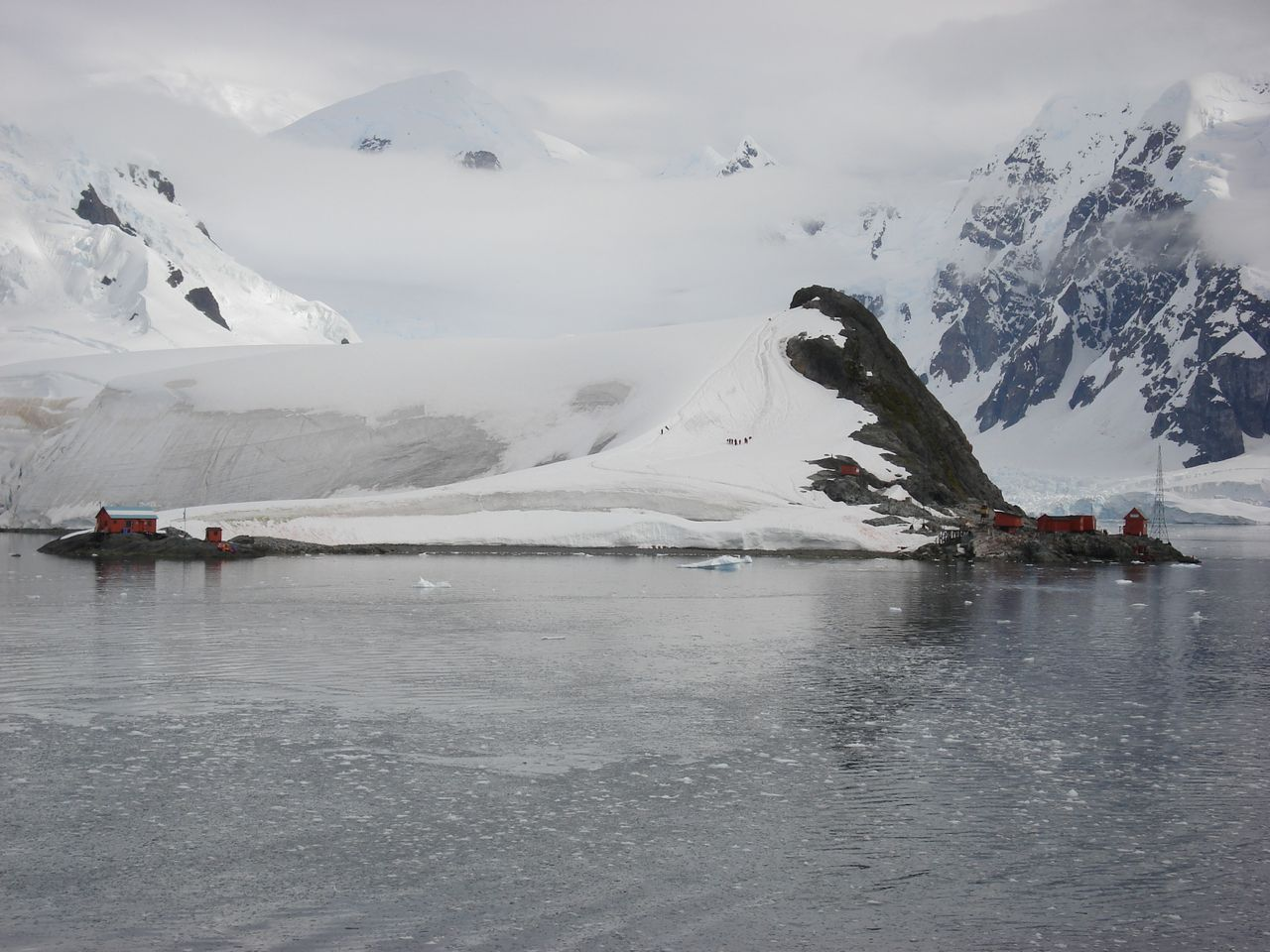
Vista del extremo de la península de Sanavirón con la base Brown (derecha) y el refugio Ortiz (izquierda).

El refugio naval Conscripto Ortiz es un refugio de Argentina en la Antártida ubicado en la punta Beatriz, península Sanavirón, en el Puerto Paraíso en la Costa Danco, en la costa oeste de la península Antártica sobre el mar de Bellingshausen. Inaugurado el 29 de enero de 1956, está administrado por la Armada Argentina. Se encuentra a 200 metros de la Base Antártica Brown.
Su nombre homenajea al conscripto Mario Inocencio Ortiz (1933-1955), fallecido durante la campaña antártica argentina de 1954-1955, el 15 de marzo en un acto de servicio a bordo del transporte ARA Bahía Aguirre.
Ha funcionado como observatorio meteorológico.
A principios de la década de 1960 consistía de una pequeña construcción utilizada por miembros de la Base Brown. Podía almacenar provisiones para tres personas durante tres meses.